# アゼルスタン (イーストアングリア太守)
アゼルスタン（932年頃 - 956年頃、英語:Æthelstan）は、10世紀にイングランドで活躍したイーストアングリア太守である。彼は養子のエドガーを含む歴代5人のイングランド王に仕え、息子たちは王国各地で太守として勢力を有した。エドレッド王が955年に崩御して程なくして彼は太守の座を降り、グラストンベリー大修道院の修道士となって余生を過ごした。彼は国内でも有数の貴族であったことからアゼルスタン半王（Æthelstan Half-King）とも称された。

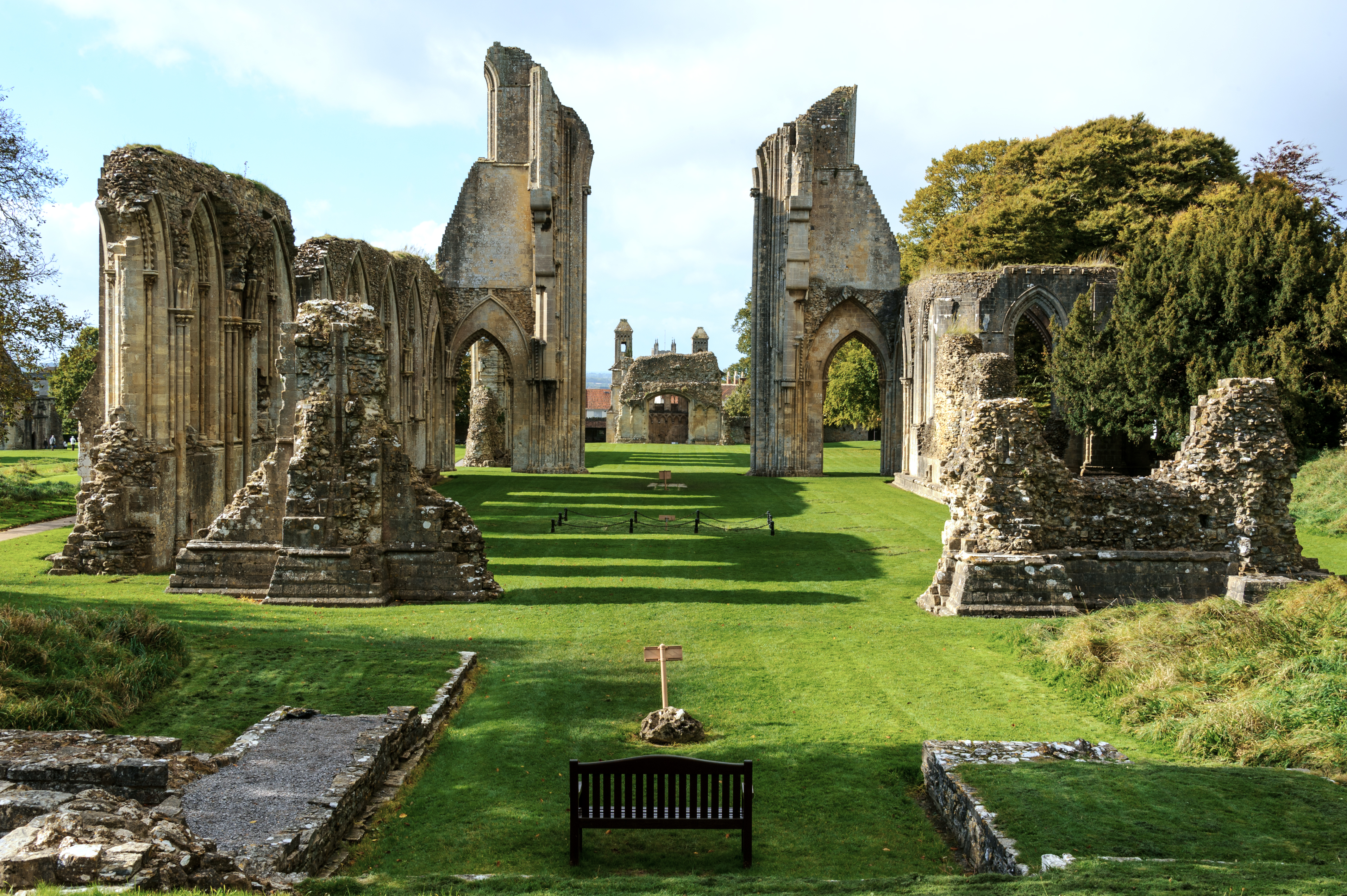
アゼルスタンの隠居先：グラストンベリー大修道院の跡地

## 出自
アゼルスタンはサマセット・バークシャー・ミドルセックスに領地を有するエゼルフリス太守の息子として誕生した。母親はエゼルウルフの娘エゼルギスであった。また、彼には兄のエルフスタン、弟のエゼルウォルド、エドリックがいたが、それぞれマーシア南部並びに東部、ケント、ウェセックス中部を有する太守であった。

## 経歴
アゼルスタンは932年にアゼルスタン王によってイーストアングリア並びに他地方の太守に任じられた。アゼルスタン王が彼に下賜した土地の大半はかつてデーンロウに属した土地であり、15年前の917年にベッドフォードシャー地方で起きたテンプスフォードの戦い以降にイングランド側が奪還した地域であった。アゼルスタンの兄エルフスタンは父のエゼルフリス太守の土地を継承していたが、934年に亡くなった。弟のエゼルウォルド並びにエドリックはそれぞれ940年、942年に太守に任じられている。
アゼルスタンと彼の一族はグラストンベリーへのベネディクト派の導入した聖職者ドゥンスタン主導で行われた修道院改革を支持し、グラストンベリー大修道院・アビントン大修道院に寄進を行うなどしていた。
アゼルスタンの妻はエルフウィンといった。彼女の一族はミッドランズ東部に由来する一族であり、のちのイングランド王エドガーの里親でもあった。エルフウィンの所有地はのちにラムジー大修道院に寄進され、この修道院はエゼルウォルド司教、オズワルド司教、そしてアゼルスタン自身の息子エゼルウィンによって再興されたという。
アゼルスタンの渾名「半王（Half-King）」は、997年から1002年にかけて編纂されたビュルトフェルス（en:Byrhtferth）の著作『聖オズワルドの生涯』を初出とする。ビュルトフェルスは『アゼルスタン太守は国内の諸侯や民衆から「半王」と呼ばれているが、それは彼の王に対する助言でこの王国とその統治を保っているといわれる程気高き権威を有していたためである。』と伝えている。ビュルトフェルスはラムジーに埋葬されたアゼルスタンの家族について、かなりの分量を割いて説明している。
10世紀中ごろのイングランド王国におけるアゼルスタンと彼の一族の立ち位置は、11世紀にイングランド王国の政治を牛耳った豪族ウェセックス伯ゴドウィンとよく比較される。アゼルスタンの晩年の隠居生活はもしかすると自ら進んで行ったわけではないかもしれない。しかし、962年にウェセックス太守の座に就いていた弟のエゼルウォルドが亡くなった際、ウェセックスの一族の遺領は対立する諸侯であったエルフヘア一族の手に渡った。これにより、イングランド王国におけるアゼルスタン太守一族の一強時代は幕を下ろす結果となり、アゼルスタン一族とエルフヘア一族の二強時代が始まった。970年代初頭にはエルフヘアが亡くなったが、これがアゼルスタン一族の復権につながることはなかった。

## 一族
アゼルスタン太守の一族と関係のあったものは、モルドンの戦いで命を落としたビュルフトヌス太守も含め、みな戦いを偲ぶ詩歌で追悼されている。
アゼルスタン太守の子供は以下。
- エゼルウォルド（英語版）（962年ごろ没）：エセックス太守で、父が隠居したのちにイーストアングリア太守を継承。オーガー太守（en:Ordgar）の娘エルフスリス（英語版）と結婚。エルフスリスはその後エドガー平和王と再婚し、第3王妃となった。
- エルフワルド：勅許状では公（Dux）と記されている[11]。おそらくElfsige太守の娘エルフヒルドと結婚[12]。
- エルフウィグ太守
- Æthelsige（986年ごろ没）：エドガー王の宮廷に侍従として仕えた。
- エゼルウィン（英語版）（992年没）：アゼルスタン太守の息子エゼルウォルドを継いでイーストアングリア太守の座に就いた。983年からは筆頭太守となった[13]。3度結婚をしたとされ、1人目はエゼルフリーダ（977年没）、2人目はエゼルギフ（985年頃没）、3人目はウルフギフ（994年ごろ没）と結婚を繰り返した[12]。

## 文献
- Hart, Cyril (2004). "Æthelstan [Ethelstan, Æthelstan Half-King] (fl. 932–956)". Oxford Dictionary of National Biography. Oxford University Press. doi:10.1093/ref:odnb/8917. ISBN 978-0-19-861412-8。 (要購読、またはイギリス公立図書館への会員加入)
- Henson, Donald, A Guide to Late Anglo-Saxon England: From Ælfred to Eadgar II. Anglo-Saxon Books, 1998. ISBN 1-898281-21-1
- Higham, Nick, The Death of Anglo-Saxon England. Sutton, 1997. ISBN 0-7509-2469-1
- Lapidge, Michael, ed (2009). Byrhtferth of Ramsey: The Lives of St Oswald and St Ecgwine. Oxford, UK: Clarendon Press. ISBN 978-0-19-955078-4
- Miller, Sean, "Æthelstan Half-King" in en:Michael Lapidge et al., The Blackwell Encyclopedia of Anglo-Saxon England., 2nd ed. 2014, Wiley Blackwell
- Stenton, Frank, Anglo-Saxon England. Oxford UP, 3rd edition, 1971. ISBN 0-19-280139-2
- マームズベリのウィリアム, The Kings before the Norman Conquest, trans. Joseph Stevenson. Reprinted Llanerch, 1989. ISBN 0-947992-32-4
- Williams, Ann, Smyth, Alfred P., and D.P. Kirkby, A Biographical Dictionary of Dark Age Britain. Seaby, 1991. ISBN 1-85264-047-2